# 证明商标
证明商标也称保证商标，指由对商品或服务具有检测和监督能力组织所控制，而由其以外的人使用在商品或服务上，用以证明该商品或服务的原产地、原料、制造方法、质量、精确度或其他特定品质的商品商标或服务商标。证明商标是证明与保证该商标的商品或服务具备特定品质。